# Carles Roman Ferrer
Carles Roman Ferrer (Eivissa, 1887 - 22 d'octubre de 1939) fou un arqueòleg i polític eivissenc, fill de Joan Roman i Calbet.

## Biografia
Treballà amb el seu pare en els jaciments púnics d'Eivissa, i el 1908 ingressà al Cos d'Arxivers i Museus. De 1912 a 1939 fou nomenat director del Museu Arqueològic d'Eivissa i ingressà al Partit Liberal, i dins la fracció Izquierda Liberal de Santiago Alba Bonifaz fou elegit diputat per Eivissa a les eleccions generals espanyoles de 1916, 1918, 1919 i 1923. Es va negar a col·laborar amb la Dictadura de Primo de Rivera i abandonà la política. Posteriorment es dedicà a la investigació arqueològica i va encoratjar l'excavació a la necròpolis de Sa Barda i Puig des Molins de 1921 a 1929.
En la guerra civil espanyola, arran del desembarcament de Mallorca d'Alberto Bayo fou detingut i tancat al Castell, però en fou alliberat pels seus amics. Aleshores va col·laborar amb el bàndol nacional i va dirigir el Diario de Ibiza.

## Obres
- Antigüedades ebusitanas (1913)